# تشابيرونين
التشابيروتين أو البروتين المرافق (بالإنجليزية: Chaperonin)‏ هي جزيئات بروتينية من عائلة بروتينات الصدمة الحرارية تساعد في التطوي السليم للبروتينات الأخرى، ولكنها لا تحدد الهيكل النهائي لعديد الببتيد، بل إنها تبقي عديد الببتيد الجديد مفصولا عن الظروف الكيميائية المدمرة له في بيئة السيتوبلازم، في حين أنها توفر البيئة المناسبة التي تسمح للبروتينات بانطوائها من تلقاء نفسها. والتشابيرونين كما في بكتيريا إي كولاي هو على شكل اسطوانة جوفاء. يوفر التجويف (ملجأ) لتطوي البروتينات.
التفاعل الذي يحدث مع التشابيرونين المذكور سابقاً يعمل على تشكيل صحيح ومناسب للبروتينات ونفس هذا النظام الخلوي يعرّف عن البروتينات التي تتشكل بطريقة خاطئة وممكن يقودها لعملية تحطيمها عن طريق وضع علامة عليها. تشير الأبحاث الأخيرة أن كميات ضئيلة من الماء موجودة فيه للمساعدة في عملية الطي.

## روابط خارجية
- more details...
- Chaperonins في المكتبة الوطنية الأمريكية للطب نظام فهرسة المواضيع الطبية (MeSH).

- cpnDB: a chaperonin database
- Animations of activity of Chaperonins